# ایلانلو
ایلانلو، روستایی است از توابع بخش پلدشت و در شهرستان ماکو استان آذربایجان غربی ایران است.که آب و هوای خیلی عالی و برای گردشگری در کوه ها خیلی خوش میگذره،در یکی از کوه هایش یک آبدالی وجود دارد که جنگلی کوچک ولی سرسبز و پر عطر است،دارای وجود گیاهان کوهی مانند گشنیز‌ و انواع گیاهان که برای درمان سرما خوردگی وجود دارد بهترین گیاه این روستا برای سرما خوردگی که در آن وجود دارد گجب‌ است

## جمعیت
این روستا در دهستان گچلرات شرقی قرار داشته و بر اساس سرشماری سال ۱۳۸۵ جمعیت آن ۴۱۴نفر (۸۵ خانوار) 
بوده است.

### مناطق طبیعی
روستای ایلانلو روستایی کوهستانی است که جزو مناطق حفاظت شده می باشد. در طی سال های گذشته سید بی رویه جانوران مثل اهو موجودات را در معرض خطر انقراض قرار داده است.